# Ataques de Estados Unidos en Yemen en 2025
En marzo de 2025, los Estados Unidos lanzaron una gran campaña de ataques aéreos y navales contra objetivos hutíes en Yemen. Con el nombre en clave de Operación Rough Rider (en español: Operación Jinete Áspero), fue la mayor operación militar estadounidense en el Medio Oriente durante el segundo mandato del presidente Donald Trump. Los ataques comenzaron el 15 de marzo y tuvieron como objetivo sistemas de radar, defensas aéreas y sitios de lanzamiento de misiles balísticos y drones utilizados por los hutíes para atacar barcos comerciales y navales en el mar Rojo y el Golfo de Adén. El 30 de abril de 2025, el Reino Unido se unió a los Estados Unidos en la realización de ataques contra objetivos hutíes.
El grupo hutí comenzó a atacar el transporte marítimo internacional en octubre de 2023, después de que Israel invadió la Franja de Gaza en respuesta a los ataques de Hamás del 7 de octubre. Afirmando solidaridad con los palestinos y con el objetivo de presionar a Israel para que acordara un alto el fuego y levantara su bloqueo sobre Gaza, los hutíes lanzaron misiles y drones contra embarcaciones que transitaban cerca de Yemen, y también dispararon misiles balísticos contra ciudades israelíes, matando al menos a un civil en Tel Aviv. En respuesta, Estados Unidos, el Reino Unido y una coalición multinacional iniciaron la Operación Guardián de la Prosperidad, que combinó escoltas navales con ataques aéreos episódicos sobre infraestructura militar y civil hutí.
A mediados de marzo de 2025, los hutíes habían atacado más de 190 barcos, hundido dos, capturado otro y matado al menos a cuatro marineros. El 18 de marzo, Trump advirtió a Irán—aliado de larga data y patrocinador de los hutíes—que nuevos ataques serían considerados actos de agresión, a pesar de que no había una participación directa.
El 6 de mayo, el presidente Donald Trump declaró que los ataques habían terminado, «con efecto inmediato», como resultado de un acuerdo de alto el fuego entre Estados Unidos y los hutíes, mediado por Omán. Aunque los hutíes acordaron dejar de atacar buques comerciales en el mar Rojo, afirmaron que el alto el fuego no incluía «de ninguna manera, forma o condición» los ataques a Israel, que acababa de comenzar a bombardear Yemen.

## Antecedentes

Mapa de la actividad hutí cerca de la costa de Yemen al 16 de junio de 2024:
Consejo Político Supremo (Hutíes)
Consejo de Liderazgo Presidencial (Gobierno reconocido por la ONU)
Ataques hutíes
Secuestros hutíes

Los hutíes son un grupo militar y político islamista chií con base en Yemen, respaldado por Irán, y considerados parte del Eje de la Resistencia liderado por Irán. Surgidos en los años 1990, han sido actores clave en la Guerra civil en Yemen, oponiéndose al Consejo de Liderazgo Presidencial. Desde 2014, controlan el norte del país, incluida Saná.
Desde el ataque de Hamás a Israel el 7 de octubre de 2023, los hutíes intensificaron ataques contra barcos comerciales en el mar Rojo mediante misiles, drones y botes explosivos, como presión para poner fin a la guerra en Gaza y al bloqueo israelí a la Franja de Gaza (2023-presente). Han realizado más de 190 ataques, hundido dos embarcaciones, secuestrado otra y causado al menos cuatro muertes, interrumpiendo el comercio global. The Economist reportó una caída del 70 % en los envíos marítimos del mar Rojo y acusó a los hutíes de extorsión marítima a cambio de "paso seguro". También lanzaron misiles y drones contra Israel, impactando Eilat y Tel Aviv, donde un dron mató a un civil. En represalia, estados Unidos, Reino Unido e Israel, con apoyo internacional, lanzaron ataques contra Yemen.
A diferencia de otros aliados de Irán como Hamás, Hezbolá o Siria, los hutíes han aprovechado la geografía de Yemen para mantener su lucha. Tras un alto el fuego en Gaza en enero de 2025, cesaron ataques, pero advirtieron que los retomarían si Israel volvía a bloquear la ayuda humanitaria. El 11 de marzo, reanudaron sus ataques. También dispararon contra un F-16 de Estados Unidos y derribaron un dron MQ-9 Reaper. En enero de 2025, el presidente Trump los volvió a designar como organización terrorista extranjera.
En febrero de 2025, CBS News informó que Trump y el secretario de Defensa Pete Hegseth flexibilizaron reglas sobre ataques y operaciones especiales, ampliando los objetivos autorizados, incluyendo a los hutíes. Analistas creen que los hutíes podrían haber adquirido drones de largo alcance. Muchos de sus arsenales se producen en instalaciones subterráneas o se introducen de contrabando desde Irán, su principal patrocinador. El enriquecimiento de uranio por parte de Irán y la crisis económica interna han generado preocupación internacional y protestas.

## Preludio
El 13 de marzo de 2025, el asesor de seguridad nacional Michael Waltz creó un grupo de chat en Signal llamado "Houthi PC small group" para coordinar los ataques entre funcionarios de la Segunda presidencia de Donald Trump. Entre los participantes figuraban cuentas que correspondían a Marco Rubio, JD Vance, Tulsi Gabbard, Scott Bessent, Pete Hegseth, John Ratcliffe, Steve Witkoff, Susie Wiles, Joe Kent y Stephen Miller. Accidentalmente, Waltz también añadió al editor en jefe de The Atlantic, Jeffrey Goldberg, lo que dio lugar al escándalo conocido como Signalgate.
La mañana del 14 de marzo, Vance pidió retrasar los ataques un mes por temor a contradicciones con la política hacia Europa y un posible aumento del precio del petróleo. Sin embargo, Hegseth lo convenció de seguir adelante, argumentando que el objetivo era «restaurar la libertad de navegación y restablecer la disuasión, que Biden había debilitado». A las 9:35 a.m. (hora del este), Miller confirmó que Trump había autorizado los ataques.
Trump aprobó el plan, que llevaba semanas preparándose, y la orden final fue emitida el 15 de marzo. Ese mismo día, algunos miembros del Congreso recibieron informes en la Casa Blanca. A las 11:44 a.m., Hegseth compartió en el grupo detalles operativos de los ataques, incluyendo blancos, armas y la secuencia de la ofensiva.

## Ataques

### 15 de marzo
Al menos cuarenta bombardeos ocurrieron en Yemen, principalmente en la capital Saná y la gobernación de Sa'dah. En Saná, ocho ataques incluyeron uno sobre una zona residencial que causó quince muertos y nueve heridos, y otro contra el aeropuerto internacional, causando una gran columna de humo. También hubo bombardeos en Sa'dah, Dahyan, Taiz, Ibb, Al Bayda, Dhamar, Hajjah y Marib.
Los ataques, los mayores de la presidencia de Trump, fueron realizados desde el portaaviones USS Harry S. Truman (CVN-75) en el mar Rojo y mediante aviones y drones desde bases regionales. El Reino Unido colaboró en el reabastecimiento aéreo.
Trump justificó la operación como respuesta a la «piratería y terrorismo» de los hutíes, prometiendo «fuerza letal abrumadora». También advirtió a Irán que sería considerado responsable por apoyar al grupo.
Los hutíes calificaron los ataques como un «crimen de guerra» y prometieron represalias. El ministerio de salud hutí informó de 53 muertos (incluidos cinco niños y dos mujeres) y 98 heridos. UNICEF confirmó la muerte de dos niños y otros dos afectados.

| UNICEF Yemen  | Twitter |
| @UNICEF_Yemen |         |

             La ONU verificó que al menos dos niños de 6 y 8 años murieron en los bombardeos sobre Saada. Otro niño resultó herido y un cuarto está en estado no confirmado. UNICEF pide proteger a los civiles.
         

        17 de marzo de 2025

Waltz afirmó que varios líderes hutíes fueron eliminados y que Estados Unidos consideraba atacar objetivos iraníes en Yemen.

### 16 de marzo
Ataques alcanzaron cuarteles, depósitos de armas y sistemas de detección naval. También se reportaron ataques en Al Hudaydah. Los hutíes afirmaron que habían atacado al USS Harry S. Truman con misiles y drones, pero Estados Unidos interceptó once drones y un misil que cayó al mar.
El Instituto para el Estudio de la Guerra informó que tres altos cargos hutíes fueron abatidos en Al Jawf.

### 17 de marzo
Dos bombardeos matutinos en Al Hudaydah afectaron una planta algodonera y el buque Galaxy Leader, secuestrado por los hutíes. Otro ataque destruyó un edificio gubernamental en Al-Hazm y mató a Zain al-Abidin Ali Abdullah al-Muhturi, líder de seguridad hutí. También fueron atacadas instalaciones industriales y zonas cercanas al palacio presidencial en Saná.
El general Alex Grynkewich confirmó más de treinta objetivos alcanzados desde el inicio de la ofensiva. Trump declaró que nuevos ataques hutíes serían considerados como un casus belli de Irán, con severas consecuencias.

### 18 de marzo
Varios ataques se registraron en Saná, incluyendo bombardeos cerca del Ministerio de Defensa y el aeropuerto. En Bajil, un ataque destruyó una planta de energía solar. También se reportaron explosiones en Sa'dah, Al Hudaydah y Dhamar. Un oficial de la Fuerza Aérea de los Estados Unidos confirmó que se emplearon misiles de crucero y municiones de precisión en estos ataques.

### 19 de marzo
Bombardeos estadounidenses en Al Bayda destruyeron un centro de entrenamiento hutí y depósitos de armas. En Saná, un ataque impactó un edificio de inteligencia militar. Se reportaron al menos dieciocho muertos, incluyendo varios oficiales hutíes. Según fuentes del Pentágono, los ataques buscaban «degradar permanentemente» las capacidades militares hutíes.

### 20 de marzo
Estados Unidos atacó instalaciones de radar y un sitio de lanzamiento de drones en Al Hudaydah. En Saná, fueron destruidos camiones con misiles balísticos. Los hutíes denunciaron la muerte de civiles, incluyendo una niña. Trump declaró que los ataques continuarán «hasta que Yemen deje de ser un punto de origen para el terrorismo marítimo».

### 21 de marzo
Misiles estadounidenses alcanzaron instalaciones de comunicaciones hutíes en la región montañosa de Amran. Un informe de Human Rights Watch alertó sobre daños a estructuras civiles en al menos cinco bombardeos recientes. El portavoz de los hutíes, Yahya Sarea, prometió nuevos ataques contra barcos vinculados a Estados Unidos y sus aliados.

### 22 de marzo
AlHadath informó que un ataque aéreo previo de Estados Unidos contra una base naval en Al Hudaydah dejó ocho heridos, incluido Mansour al-Saadi, el comandante de las fuerzas navales hutíes.
La Agencia de Noticias Saba reportó que Estados Unidos llevó a cabo tres ataques contra el Aeropuerto Internacional de Hodeida. Tres comandantes hutíes murieron en ataques aéreos en Majzar, gobernación de Marib. Una base militar hutí y un depósito de municiones fueron atacados en un bombardeo estadounidense en la gobernación de Al Jawf.

### 23 de marzo
El Ministerio de Salud controlado por los hutíes informó que una persona murió y otras trece, incluidos tres niños, resultaron heridas en un ataque estadounidense contra un edificio residencial en el área de Aser, al oeste de Saná. También se reportaron ataques en Sa'dah, Al Hudaydah y Marib. Los ataques en el oeste de Saná habrían tenido como objetivo un depósito de municiones hutí. Al Hadath informó que la persona fallecida era un alto funcionario hutí. La Agencia de Noticias Saba reportó un ataque estadounidense contra el puerto de Salif. La misma agencia también informó de bombardeos estadounidenses en el distrito de Sahar y el distrito de Kitaf wa Al Boqe'e. Asimismo, indicó que Estados Unidos llevó a cabo cinco ataques aéreos en la gobernación de Marib.
Según Michael Waltz, los ataques mataron a líderes clave de los hutíes, incluido su «jefe de misiles», y también tuvieron como objetivo sus cuarteles generales, nodos de comunicación, fábricas de armas y centros de producción de vehículos de superficie no tripulados.

### 24 de marzo
El medio saudí Al Hadath informó que un alto funcionario hutí fue asesinado en ataques aéreos estadounidenses durante la noche en Saná.

### 25 de marzo
La Agencia de Noticias Saba informó que ataques aéreos estadounidenses en las afueras de Saada dejaron al menos dos heridos. La misma agencia reportó que un ataque estadounidense impactó por segunda vez un hospital oncológico en la gobernación de Sa'dah, destruyéndolo. ISW informó de un total de doce ataques aéreos en la gobernación de Sa'dah.

### 26 de marzo
ISW informó que Estados Unidos llevó a cabo al menos catorce ataques aéreos contra infraestructura y liderazgo hutí.
Al-Masirah, medio vinculado a los hutíes, reportó dos ataques estadounidenses en la gobernación de Sa'dah. Al-Masirah también reportó ataques estadounidenses en el área de Saada, el distrito de Al Salem en la gobernación de Sa'dah y el distrito de Harf Sufyan. Al-Masirah también informó de más ataques estadounidenses en Saná.
El Proyecto de datos de Yemen informó que al menos veinticinco civiles, incluidos cuatro niños, han muerto y al menos veintiocho civiles han resultado heridos en la campaña de bombardeos hasta la fecha.

### 27 de marzo
La televisora Al Masirah TV, vinculada a los hutíes, informó que cuatro ataques estadounidenses impactaron una cantera en la zona de al-Arqoub, en el distrito de Khawlan, matando al menos a dos personas y dejando heridas a otras dos. Al Masirah TV también informó de ataques estadounidenses en las áreas de Sahlain y al-Salem de la gobernación de Saada. ISW reportó al menos veintitrés ataques aéreos en Yemen el 27 de marzo.

#### Despliegue de bombarderos furtivos B-2 Spirit en Diego García
El 27 de marzo, un portavoz del Air Force Global Strike Command confirmó que bombarderos furtivos B-2 Spirit habían sido trasladados a una base aérea en el atolón de Diego García, en el océano Índico. La base ha sido utilizada en el pasado como punto de partida para operaciones importantes en Oriente Medio, incluidas las invasiones de Irak y Afganistán. Este es el primer despliegue significativo de B-2 en Diego García desde 2020, y hubo especulación en los medios de que está relacionado con la campaña estadounidense en Yemen.
Esto ocurrió cinco meses después de que la administración Biden también utilizara B-2 para atacar objetivos en Yemen con la esperanza de obligar a los hutíes a cesar sus ataques contra la navegación. El 16 de octubre de 2024, B-2 que volaban desde la Base RAAF Tindal en el Territorio del Norte de Australia atacaron cinco instalaciones subterráneas de almacenamiento de armas pertenecientes a los hutíes. Se creía que los ataques también tenían como objetivo demostrar a Irán la capacidad del ejército estadounidense para destruir objetivos enterrados bajo tierra.

### 28 de marzo
Medios hutíes informaron que una nueva serie de ataques aéreos estadounidenses en zonas controladas por los hutíes en Yemen, incluidos vecindarios de Saná, dejaron al menos siete personas heridas. También se informó que las áreas atacadas incluían lugares donde residen muchos líderes hutíes. El ISW informó al menos 44 ataques aéreos el 28 de marzo, incluidos al menos ocho dirigidos contra una base militar hutí, instalaciones subterráneas e infraestructura de comunicaciones en Jabal al Aswad, gobernación de Amran, así como el cuartel general militar hutí en Saná. Los hutíes publicaron una lista de 41 combatientes que habrían muerto, aunque no se divulgó la cifra total de bajas. También se informó que varios líderes hutíes estaban entre los fallecidos. CENTCOM llevó a cabo ocho ataques aéreos dirigidos a tres nuevas bases militares hutíes y depósitos de municiones en el distrito de Sanhan, y también atacó el complejo gubernamental de los hutíes en la ciudad de Hazm.

### 29 de marzo
Al Masirah informó que Estados Unidos realizó al menos setenta y dos ataques, matando a una persona y dejando a otras cuatro heridas. El Mando Central de los Estados Unidos declaró que había atacado «posiciones hutíes».

### 30 de marzo
Medios hutíes informaron que ataques aéreos estadounidenses alcanzaron Sa'dah y la gobernación de Sa'dah. También informaron que los bombardeos impactaron en Saná, la gobernación de Saná y el distrito de Al-Salem. CENTCOM llevó a cabo un ataque aéreo contra un vehículo en la carretera N5 en Al Tour, gobernación de Hajjah, matando a dos comandantes hutíes probablemente de alto rango.

### 31 de marzo
El ISW informó al menos 62 ataques aéreos dirigidos contra infraestructura y liderazgo hutí entre el 28 y el 31 de marzo.
El Ministerio de Salud controlado por los hutíes afirmó que los ataques estadounidenses iniciados el 15 de marzo habían matado a 59 personas y herido a otras 136. También indicó que entre los muertos había mujeres y niños.
Los hutíes informaron ataques aéreos estadounidenses en los alrededores de Saná —donde murió una persona— y en la gobernación de Hajjah, donde un ataque contra una camioneta mató a dos personas e hirió a un niño. Imágenes de Al-Masirah mostraban vidrios rotos en viviendas, pero no el objetivo de los bombardeos. El grupo militante reportó que doce personas resultaron heridas en los ataques. Al-Masirah informó que Estados Unidos realizó cuatro ataques en la zona de Jadr, en el distrito de Bani Al Harith, matando al menos a una persona y dejando al menos cinco heridos. La Agencia de Noticias Saba informó que los ataques estadounidenses del día anterior dañaron gravemente la gobernación de Sa'dah. Al-Masirah reportó, citando al Ministerio de Salud yemení, que los ataques estadounidenses alcanzaron el área de Bani Qais, matando a dos personas y hiriendo a un niño. Al-Masirah también informó de dos ataques estadounidenses sobre Kamarán.
Los hutíes afirmaron que sus defensas aéreas derribaron un dron MQ-9 Reaper estadounidense sobre la gobernación de Marib.

### 1 de abril
ISW informó de un total de al menos 27 ataques aéreos contra las fuerzas Hutíes.
Al Masirah informó de que Estados Unidos llevó a cabo quince ataques en la Gobernación de Sa'dah, incluyendo Sa'dah, el distrito de Maiz, el distrito de Sahar y la zona de Jarban en el distrito de Sanhan y Bani Bahlul. El Mando Central de los Estados Unidos afirmó que su objetivo eran posiciones houthis. Al Masirah también informó de que Estados Unidos llevó a cabo dos ataques en el monte Nab Shuaib, en el distrito de Bani Matar. Estados Unidos llevó a cabo tres ataques aéreos en la base aérea de al Dailami, cerca del aeropuerto internacional de Saná, y también atacó isla de Kamaran. Los medios de comunicación hutíes también informaron de ataques aéreos en Hajjah y Hodeidah.

### 2 de abril
ISW informó de al menos veintidós ataques aéreos el 2 de abril. The Associated Press informó de que los ataques estadounidenses continuaron durante la noche del miércoles 2 de abril. Las fuerzas Houthi dijeron que un ataque tuvo como objetivo un «proyecto de agua» en el distrito de Mansuriyah, cerca de Hodeida, matando al menos a cuatro personas e hiriendo a más. Los medios de comunicación hutíes también informaron de ataques estadounidenses en la gobernación de Sa'dah. Cuatro ataques aéreos se llevaron a cabo en los campos de entrenamiento Hutíes en el distrito de Mansuriyah. También se llevaron a cabo ataques aéreos sobre el Puerto de Hudaydah y Kamaran. Al-Masirah informó de que un ataque estadounidense en el distrito de Ras Issa de Al-Salif, en la Gobernación de Al Hudaydah, mató a una persona e hirió a otra. Al-Masirah también informó de un ataque estadounidense en Saada. CENTCOM llevó a cabo un ataque aéreo el 2 de abril en al Fazah, en la gobernación de Hudaydah, matando a setenta combatientes Houthi incluyendo a muchos oficiales militares y de inteligencia hutí de rango medio y al comandante del Eje de al Tuhayta Najib Kashri y al comandante de la Región Costera del Mar Rojo de los Hutíes, Abu Taleb, el paradero de este último permaneció desconocido mientras que se confirmó la muerte del primero.

### 3 de abril
ISW informó de al menos 28 ataques aéreos contra las fuerzas e infraestructuras Houthi. Al-Masirah informó de que aviones de combate estadounidenses llevaron a cabo más ataques, incluido un ataque que alcanzó una red de comunicaciones en Jabal Namah, en el distrito de Jablah de la gobernación de Ibb, matando a una persona. También informó de que las fuerzas estadounidenses llevaron a cabo dos ataques en el distrito de Kitaf wa Al Boqe'e, y un ataque en la zona de Kahlan, al este de Saada. Los medios de comunicación afines a los hutíes también informaron de un ataque estadounidense contra un coche en el distrito de Majz al parecer mató al asistente personal del ministro del Interior houthi, Abdulkarim al Houthi. El CENTCOM también atacó un vehículo que transportaba combatientes hutíes cerca de Sa'dah. Las fuerzas estadounidenses atacaron posiciones hutíes cerca del aeropuerto de Taiz.
Los hutíes afirmaron haber destruido un MQ-9 Reaper estadounidense.

### 4 de abril
ISW informó de al menos tres ataques aéreos llevados a cabo por CENTCOM. Al-Masirah informó de que aviones de combate estadounidenses llevaron a cabo bombardeos en la zona de al-Asayid del distrito de Kitaf wa Al Boqe'e y en Sa'dah contra centros de mando y control. Un ataque aéreo estadounidense mató a un supervisor de la policía houthi en la gobernación de Al Hudaydah. CENTCOM llevó a cabo al menos dos ataques aéreos contra una base militar Houthi en Kahlan.
Los hutíes afirmaron haber lanzado el dron y derribado un dron de reconocimiento Giant Shark F360 sobre la gobernación de Sa'dah con «un misil tierra-aire de fabricación local».

### 5 de abril
Al Masirah informó que aviones de combate estadounidenses realizaron dos ataques aéreos en la zona de Kahlan, al este de Saada. Medios yemeníes informaron que otros cuatro ataques aéreos estadounidenses impactaron en Saada. La cadena Al Masirah también reportó que un ataque estadounidense alcanzó una tienda de energía solar en la zona de Hafsin, al oeste de Saada, matando a una persona e hiriendo al menos a otras cuatro. El Comando Central de los Estados Unidos declaró que sus ataques tenían como objetivo posiciones hutíes. El CENTCOM llevó a cabo ataques aéreos contra sitios navales hutíes en Kamaran.

### 6 de abril
Al Masirah informó que los ataques estadounidenses en Saada mataron a dos personas y dejaron heridas a otras dos. Al Masirah reportó cinco ataques en Kamaran que tuvieron como objetivo sitios navales hutíes. El Ministerio de Salud controlado por los hutíes dijo que un ataque aéreo estadounidense impactó una casa en Saná, matando a cuatro personas, incluidas dos mujeres, y dejando 16 heridos. Trump publicó un video que supuestamente mostraba un ataque aéreo del 2 de abril contra los hutíes, aunque medios prohutíes afirmaron que en realidad se trataba de una reunión por el Eid al-Fitr en la gobernación de Al Hudaydah de personas no vinculadas al grupo. Moammar al-Eryani, el ministro de información del gobierno yemení reconocido internacionalmente, dijo que el ataque mató a unos 70 miembros hutíes y a algunos miembros del Cuerpo de la Guardia Revolucionaria Islámica. Al menos tres ataques aéreos tuvieron como objetivo instalaciones subterráneas hutíes en el complejo militar de al Sabaha, en Jabal Awsad.

### 7 de abril
El ISW reportó al menos 26 ataques aéreos del 5 al 7 de abril, incluidos un número no especificado de ataques dirigidos a un centro de mando y control hutí en la calle 50 de Hudaydah. Al Masirah informó que tres ataques estadounidenses impactaron Al Ammar, en el distrito de As Safra, y que otros tres ataques estadounidenses impactaron la zona de Bani Hassan, en el distrito de Abs.

### 8 de abril
El ISW informó al menos 29 ataques aéreos, incluyendo al menos 9 ataques dirigidos contra tres bases militares hutíes distintas en la gobernación de Marib, 11 ataques contra dos sitios hutíes en la gobernación de Saná y dos ataques aéreos contra un depósito de armas hutí en Kamaran. La cadena Al Masirah, vinculada a los hutíes, informó de una serie de ataques estadounidenses en Saná, seis ataques estadounidenses en la zona de Al Jumaimah del distrito de Bani Hushaysh y en la zona de Jarban del distrito de Sanhan. También informó al menos dos ataques en la isla de Kamaran. Posteriormente reportó que más ataques estadounidenses golpearon la gobernación de Saná y la gobernación de Marib. El medio saudí AlHadath informó que ataques estadounidenses en Yemen mataron al jefe de inteligencia hutí, Abdulnaser al Kamali, en un ataque selectivo contra su vehículo. Fuentes no identificadas dijeron a AlHadath que dos ataques aéreos alcanzaron depósitos de armas hutíes en la isla Kamaran y un depósito de municiones en la zona de al-Juba de la gobernación de Marib.
El CENTCOM llevó a cabo un número no especificado de ataques aéreos contra trece funcionarios militares hutíes durante una reunión en la casa de Sheikh Saleh al Suhaili en Saná. Fuentes hutíes reportaron cuatro muertos y 25 heridos. El Ministerio de Salud administrado por los hutíes informó que ataques estadounidenses alcanzaron el área de Amin Moqbel en Hodeidah, matando a dos personas y dejando heridas a otras trece. Señaló que múltiples ataques alcanzaron un distrito «residencial», por lo que la mayoría de las víctimas eran civiles. Medios afiliados a los hutíes dijeron que ataques estadounidenses golpearon una red de telecomunicaciones en la zona de Shawa de la gobernación de Amran. Posteriormente, medios vinculados a los hutíes informaron que el número de muertos aumentó a al menos seis, incluyendo al menos tres niños y dos mujeres, y dieciséis heridos, y más tarde nuevamente a diez personas muertas y dieciséis heridas. El ISW informó el 10 de abril que Estados Unidos también había llevado a cabo al menos diez ataques aéreos más el 8 de abril dirigidos contra una base militar hutí en el monte Nuqum, hiriendo al presidente hutí Mahdi al Mashat y a un alto funcionario de inteligencia hutí.

### 9 de abril
El ISW informó al menos 20 ataques aéreos, incluidos al menos cuatro ataques dirigidos a sitios de comunicaciones en dos incursiones, así como ataques a un cuartel hutí en la ciudad de Hudaydah.
El Ministerio de Salud controlado por los hutíes afirmó que ataques aéreos estadounidenses en el distrito de As Sabain de Saná mataron al menos a tres "civiles". Los medios hutíes también informaron varios ataques más en Saná, incluido el distrito de Bani Hushaysh. Los hutíes también reportaron ataques aéreos estadounidenses en la isla de Kamaran. Sin embargo, ISW informó posteriormente que el ataque en el distrito de As Sabain podría haber matado a un líder hutí de alto valor, ya que fue dirigido contra un automóvil entre la mezquita Al Saleh y la entrada del Palacio Presidencial, y que los tres fallecidos probablemente eran combatientes hutíes.
Los hutíes afirmaron haber derribado un General Atomics MQ-9 Reaper sobre la gobernación de Al Jawf.

### 10 de abril
El ISW informó de 9 ataques aéreos, incluidos tres ataques dirigidos contra instalaciones subterráneas y depósitos de armas hutíes en el monte Nuqum en Saná y cinco ataques más contra otros dos depósitos de armas hutíes en los alrededores de Saná, así como ataques contra cuarteles y depósitos de armas hutíes en Kamaran.

### 11 de abril
El ISW informó de al menos 11 ataques aéreos dirigidos contra infraestructura y líderes hutíes cerca de Saná, incluido un ataque contra instalaciones subterráneas y depósitos de armas hutíes en el monte Nuqum. Aviones de combate estadounidenses también llevaron a cabo una serie de ataques en zonas controladas por los hutíes en Yemen, incluidas Saná, Faj Attan en el distrito de Ma'ain, Jabal Nuqum y el distrito de Bani Hushaysh. El ISW informó posteriormente el 14 de abril que tres ataques aéreos en el distrito de Bani Hushaysh alcanzaron depósitos de armas hutíes.

## Alto el fuego

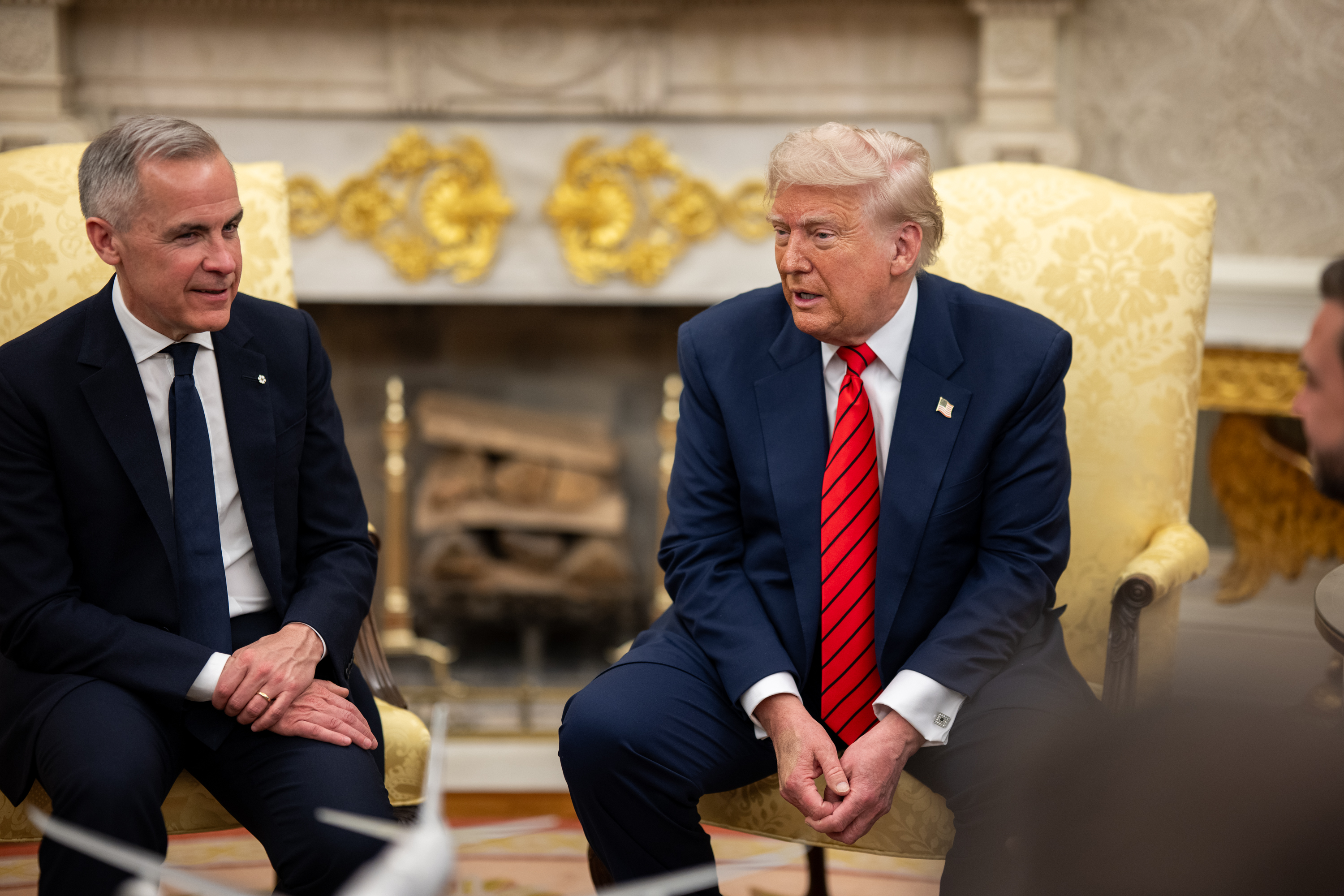
Trump anunció el alto el fuego durante una reunión con el primer ministro canadiense, Mark Carney, en la Oficina Oval, el 6 de mayo de 2025.

El 6 de mayo de 2025, el presidente estadounidense Donald Trump anunció el fin de los ataques contra Yemen, afirmando que habían terminado «con efecto inmediato», como resultado de un acuerdo de alto el fuego entre Estados Unidos y los hutíes, negociado con la mediación de Omán. Los hutíes acordaron detener los ataques contra los buques estadounidenses en el mar Rojo, pero enfatizaron que el alto el fuego no se aplica «de ninguna manera» a Israel. Aunque Trump presentó la tregua como una señal de que los hutíes habían «capitulado» y «no querían pelear más», los hutíes afirmaron que en realidad fue Estados Unidos el que «dio marcha atrás». Según funcionarios israelíes, Israel no recibió «aviso previo» del acuerdo entre Estados Unidos y los hutíes. Los medios israelíes describieron el alto el fuego como «una pésima noticia para Israel» y «doblemente sorprendente».
Algunas de las razones por las que Estados Unidos habría finalizado su campaña de ataques aéreos contra objetivos hutíes en Yemen, serían la incapacidad estadounidense de asegurar la superioridad aérea sobre Yemen y el mar Rojo, los costos operativos de más de 1000 millones de dólares que la operación había tenido en apenas un solo mes, sin incluir los F/A-18 y drones perdidos durante los combates, la disminución de los arsenales de armas avanzadas, incluidos los misiles de precisión standoff, lo que habría dejado a Estados Unidos en una evidente inferioridad ante una eventual guerra contra China y, sobre todo, la posibilidad muy real de que se produjeran bajas estadounidenses.

## Participación extranjera
Antes de la campaña, el Reino Unido no había reconocido oficialmente haber lanzado ataques aéreos en Yemen desde mayo de 2024. Todos los ataques aéreos británicos anteriores se llevaron a cabo durante el mandato del primer ministro del Reino Unido, Rishi Sunak, y del presidente de Estados Unidos, Joe Biden. Al comienzo de la operación, el Reino Unido no participó directamente en los ataques, pero había proporcionado apoyo a los aviones estadounidenses a través del «repostaje aire-aire rutinario aliado».Declassified UK publicó una investigación el 18 de marzo que demostraba que 53 personas, entre ellas mujeres y niños, habían muerto por los aviones de combate estadounidenses ayudados por el repostaje aéreo británico. El Reino Unido llevó a cabo su primera operación durante la campaña, que también fue su operación bajo el mandato del presidente estadounidense Donald Trump, el 29 de abril. El secretario de Defensa británico declaró que los ataques aéreos eran «en interés de nuestra seguridad nacional y económica» y tenían como objetivo «prevenir nuevos ataques contra la navegación británica e internacional».
Un funcionario saudí negó los informes que afirman que Riad está proporcionando apoyo logístico a los ataques estadounidenses en Yemen. En declaraciones a Al Arabiya, el funcionario tachó las acusaciones de «engañosas» y afirmó que el reino no está suministrando petróleo para las operaciones militares. La destitución se produjo tras conocerse que el Reino Unido ayudó a repostar aviones de combate estadounidenses sobre el espacio aéreo de Arabia Saudí, mientras que los hutíes han prometido actuar «contra cualquier país que coopere con el enemigo estadounidense».
The Wall Street Journal informó de que Israel proporcionó información de inteligencia de un individuo en Yemen sobre una figura hutí de alto rango que más tarde sería blanco del ataque aéreo del 15 de marzo, que se discutió en un chat de grupo en Signal.
El 28 de marzo, The New Arab informó de que Mohammed Al-Farah, miembro del politburó hutí, acusó a los grupos separatistas aliados de EAU, incluido el Consejo de Transición del Sur, de proporcionar información de inteligencia al ejército estadounidense para sus ataques aéreos, calificándolos de «traidores» y afirmando que «los mercenarios de Estados Unidos destacan más que nadie por su vileza y depravación». Amenazó con que, si los grupos separatistas seguían suministrando información de inteligencia a Estados Unidos, su grupo no sólo consideraría la posibilidad de atacar Mokha o Shabwa, sino que también podría atacar directamente Abu Dhabi y Dubai como respuesta. El país fue previamente objetivo por los hutíes en enero de 2022 en respuesta a su participación en la guerra civil yemení.

## Reacciones

### En Yemen
El buró político hutí calificó los ataques como un crimen de guerra. El subdirector de la oficina de medios hutí, Nasruddin Amer, declaró que «Saná seguirá siendo el escudo y apoyo de Gaza y no la abandonará sin importar los desafíos». Otro alto miembro hutí dijo a Al Arabiya que los ataques violaban la soberanía de Yemen y serían respondidos con una represalia «dolorosa y disuasoria». El 18 de marzo, las Fuerzas Armadas de Yemen afines a los hutíes afirmaron que «la agresión estadounidense no disuadirá al Yemen firme y combatiente de cumplir con sus deberes religiosos, morales y humanitarios hacia el pueblo palestino» y reiteraron su exigencia de que Israel levante el bloqueo contra la Franja de Gaza.
El Consejo de Liderazgo Presidencial reconocido por la ONU instó a la comunidad internacional a fortalecer la cooperación y adoptar una estrategia integral para contrarrestar a las milicias hutíes y bloquear su financiación. El consejo afirmó que los ataques estadounidenses marcan un cambio en el enfoque internacional hacia los hutíes, destacando que su amenaza ahora se extiende más allá de Yemen y sus vecinos, poniendo en peligro la seguridad y estabilidad global.
El 17 de marzo, decenas de miles de manifestantes marcharon en apoyo a los hutíes en Saná, Saada, Dhamar, Al Hudayda y 'Amran.

#### Respuesta militar hutí
El 16 de marzo, los hutíes afirmaron haber lanzado 18 misiles balísticos y de crucero, así como un dron, contra el USS Harry S. Truman y el grupo de ataque del portaaviones. Un funcionario estadounidense afirmó que once drones fueron interceptados por cazas F-16 y F-18, mientras que un misil hutí falló y cayó al agua. En la mañana del 17 de marzo, los hutíes afirmaron haber lanzado otro ataque contra el USS Harry S. Truman y barcos de guerra cercanos, con dieciocho misiles y un dron. En la mañana del 18 de marzo, los hutíes afirmaron un tercer ataque contra el portaaviones y los buques circundantes, aunque el general estadounidense Alexus Grynkewich dijo que era difícil de confirmar, ya que sus ataques «fallaban los objetivos por más de 100 millas». Un cuarto ataque contra el portaaviones, compuesto por misiles de crucero y drones, fue reivindicado por los hutíes el 19 de marzo.

### En Oriente Medio
Tras los ataques, el comandante en jefe de los CGRI, Hossein Salami, declaró que los hutíes actuaron de manera independiente de Irán, y advirtió que «Irán responderá de forma decisiva y destructiva si llevan a cabo sus amenazas», en referencia a las amenazas de Trump contra el país. El Ministerio de Asuntos Exteriores de Irán calificó los ataques como una violación de la Carta de las Naciones Unidas y del derecho internacional. El ministro de Asuntos Exteriores, Abbas Araghchi, afirmó que Estados Unidos no tiene autoridad sobre la política exterior de Irán. El líder supremo de Irán, Ali Khamenei, condenó los bombardeos estadounidenses en Yemen como «un crimen que debe ser detenido».
En una carta dirigida al secretario general de la ONU, António Guterres, y al Consejo de Seguridad, el representante permanente de Irán, Amir Saeed Iravani, declaró que Trump y otros funcionarios estadounidenses han hecho «declaraciones temerarias y provocadoras» que contienen «acusaciones infundadas» y amenazas de uso de la fuerza contra Teherán. Rechazó las afirmaciones hechas por Trump sobre el apoyo iraní a los hutíes, acusando al presidente estadounidense de intentar «justificar ilegalmente actos de agresión y crímenes de guerra contra Yemen». Advirtió que cualquier agresión contra Irán tendría graves consecuencias, de las cuales Estados Unidos sería totalmente responsable, e instó al Consejo de Seguridad a tomar nota seria de las declaraciones inflamatorias y garantizar el cumplimiento de la Carta de la ONU.
El grupo militante libanés Hezbolá emitió un comunicado condenando los ataques. En Irak, Harakat Hezbollah al-Nujaba también condenó los ataques y prometió responder.
Irán describió los ataques al puerto petrolero de Ras Issa el 17 de abril como «bárbaros», mientras que Hamás los calificó como una «agresión descarada».

### A nivel global
El secretario general de las Naciones Unidas, António Guterres, pidió el cese de las actividades militares en la región y advirtió que una escalada podría desestabilizar Yemen y empeorar la situación humanitaria del país.
El ministro de Asuntos Exteriores de Rusia, Serguéi Lavrov, pidió el fin de los bombardeos y urgió a entablar conversaciones diplomáticas para encontrar una solución pacífica durante una llamada con su homólogo estadounidense, Marco Rubio.
La portavoz del Ministerio de Asuntos Exteriores de China, Mao Ning, pidió diálogo y una desescalada, reafirmando la posición de China en contra de una escalada militar en la región.
El embajador de Corea del Norte en Egipto, Ma Dong-hee, quien también está acreditado en Yemen, condenó los ataques como una amenaza de Estados Unidos al orden regional y global.

## Filtración de planes militares
La incorporación del redactor jefe de Atlantic, Jeffrey Goldberg, al grupo de chat Signal de Waltz, y la posterior revelación de que Hegseth había enviado planes de ataque en una plataforma insegura, suscitó críticas generalizadas. 
Algunos expertos en seguridad nacional sugirieron que la coordinación de los ataques a través de Signal probablemente violaba la Ley de Espionaje y la Ley Federal de Registros. Cuando los periodistas le preguntaron el 24 de marzo, el día en que se publicó el artículo de Goldberg sobre la filtración, Hegseth respondió: «Nadie estaba enviando planes de guerra por mensaje de texto, y eso es todo lo que tengo que decir al respecto». Hegseth también describió a Goldberg como «engañoso y muy desacreditado».

### Reacciones de los políticos estadounidenses

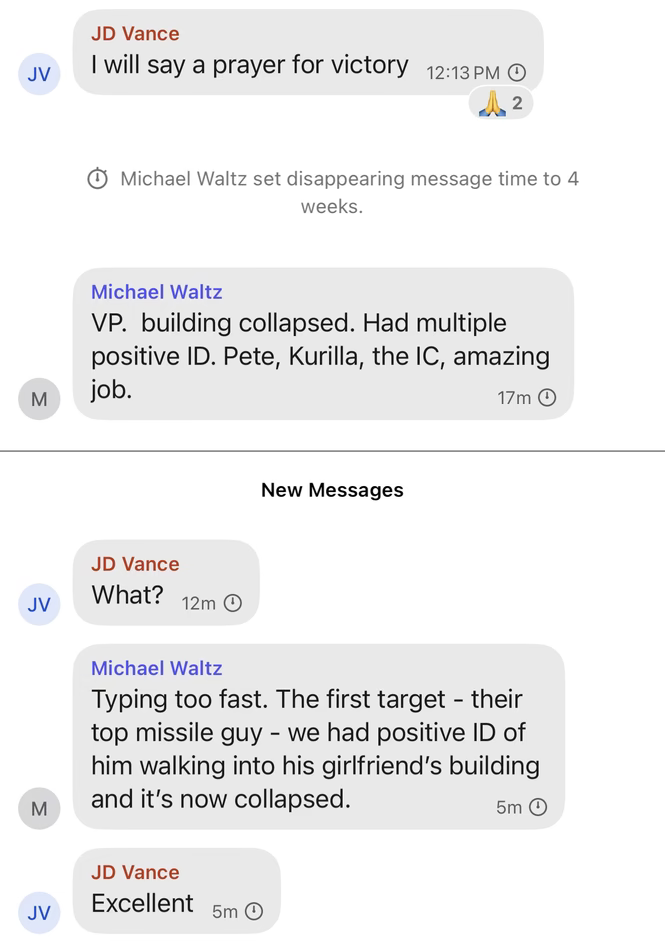
Una captura de pantalla del chat filtrado que muestra a "Michael Waltz" y "JD Vance" discutiendo el resultado de los ataques.

El 24 de marzo de 2025, líder de la minoría de la Cámara de Representantes, Hakeem Jeffries, demócrata de Nueva York, pidió que se abriera una investigación en el Congreso para entender cómo se produjo esta brecha de seguridad operativa. Jeffries calificó el incidente de «imprudente, irresponsable y peligroso».
Tras la confirmación por parte de un portavoz del Consejo de Seguridad Nacional de que el chat de grupo filtrado era real, Secretaria de Prensa de la Casa Blanca, Karoline Leavitt declaró: «Como dijo el presidente Trump, los ataques contra los houthis han sido muy exitosos y eficaces, el presidente Trump sigue confiando plenamente en su equipo de seguridad nacional, incluido el asesor de seguridad nacional Mike Waltz».
El presidente del Comité de Servicios Armados del Senado, el senador republicano Roger Wicker, respondió a la filtración afirmando: «Estamos muy preocupados por ello y lo investigaremos sobre una base bipartidista».

## Análisis
El grupo de expertos Atlantic Council expresó sus dudas sobre la viabilidad de los objetivos bélicos de Estados Unidos. Afirmó que será un reto localizar al líder Houthi Abdul-Malik al-Houthi debido a la «limitada inteligencia sobre el terreno en Yemen», y añadió que esta es la misma razón detrás de la «dificultad de Estados Unidos para evaluar el éxito de sus operaciones» a lo largo de sus operaciones en el Mar Rojo en 2024.
Según el sitio web Descifrando la Guerra el acuerdo de alto el fuego entre los hutíes y Estados Unidos supone una victoria para el gobierno del Consejo Político Supremo de Yemen, liderado por los hutíes, ya que no solo han conseguido resistir la presión de la coalición liderada por Estados Unidos para que abandone su apoyo a Gaza, sino que también han logrado dividir a su enemigo, aislando a Israel de su principal aliado.
En la misma línea se manifestó el periódico israelí The Times of Israel que publicó que «Los rebeldes hutíes de Yemen, respaldados por Irán, han salido heridos pero desafiantes de una feroz campaña de bombardeos estadounidense, consolidando su papel como uno de los actores no estatales más poderosos de Medio Oriente después de una tregua con Washington». Según un analista de Agence France-Presse: «Los hutíes de Yemen son los mayores vencedores de la tregua».